# Панков, Александр Никифорович
Александр Никифорович Панков (29 ноября 1896 с. Тоцкое, Самарская губерния, Российская империя — 14 сентября 1943, Кролевецкий район, Сумская область, УССР, СССР) — советский военачальник, генерал-майор артиллерии (03.05.1942), командор Ордена Британской Империи (1944).

## Биография
Родился в 1896 году в семье служащих. Русский. Окончил 4 класса сельской школы.
В годы первой мировой войны служил 223-м Одоевском пехотном полку 56-й пехотной дивизии
С ноября 1918 года на службе в Красной армии- помощник командира взвода лёгко-артиллерийского дивизиона 24-й стрелковой дивизии. Участник гражданской войны. С 1920 года -курсант артиллерийской школы в городе Самаре, затем командир взвода в артиллерийской школы Туркестанского фронта, а с 1922 года назначен начальником этой школы. В этом же году становится слушателем Высшей артиллерийской школы командного состава (Детское село). В 1923 году после окончания школы назначен командиром отдельной горной батареи 1-й Туркестанской дивизии (г. Кушка). В этом же году переведён в 81-ю стрелковую дивизию (г. Калуга) где служит на должностях: заместитель командира дивизиона артиллерийского полка, с 1926 года- командир артиллерийского дивизиона 243-го стрелкового полка (г. Медынь), в 1927 году вступает в ВКП(б), с 1928 года- начальник артиллерийской школы дивизии. С 1929 года — помощник командира 108-го артиллерийского полка (г. Бронницы). С 1931 года — помощник командира 18-го артиллерийского полка 18-й стрелковой дивизии (г. Ярославль). С 1934 года — командир 165-го артиллерийского полка Артиллерии резерва Верховного Главнокомандования (ст. Липовцы). С 1939 года начальник артиллерии 40-й стрелковой дивизии на Дальнем Востоке. С июля 1940 года начальник артиллерии сформированного в Киевском Особом военном округе 9-го механизированного корпуса.
С началом Великой Отечественной войны в прежней должности. 27 июня 1941 года в районе Клевань непосредственно руководил артиллерией корпуса отражая несколько танковых атак противника. Обороняя рубеж Коростень-Малин в течение 5-ти часового боя, которым лично руководил, отражал атаку противника, в результате чего было уничтожено 12 вражеских танков и до батальона пехоты. За что полковник Панков был награждён орденом Красного Знамени.
С октября 1941 года по январь 1942 года — командующий артиллерией 5-й армии, которая вела тяжёлые оборонительные бои на подступах к Можайску. 18 октября, войска 5-й армии оставляют Можайск. В первой половине ноября, пользуясь двухнедельной паузой в сражении, войска 5-й армии организовывают на подступах к Москве глубоко эшелонированную оборону, поддерживаемую мощным артиллерийским заслоном и манёвренными противотанковыми отрядами, подготавливают силы и средства для последующего контрнаступления. 6 декабря началась Клинско-Солнечногорская наступательная операция войск правого крыла Западного фронта, в которой, со второй декады декабря, активно принимали участие части правого крыла 5-й армии. 11 декабря подразделения армии переходят в общее наступление.
С января 1942 года — командующий артиллерией 13-й армии. В июне—июле 1942 года принимал участие в Воронежско-Ворошиловградской оборонительной операции, в начале 1943 года — в Воронежско-Касторненской наступательной операции.
В июле 1943 года — особенно отличился в сражении на Курской дуге (Центральный фронт). В этих боях артиллерия под командованием генерал-майора Панкова уничтожила 593 (в том числе 53 тяжёлых) танка противника, подбила 622 (в том числе 72 тяжёлых) танка, также уничтожила 27 000 немецких солдат и офицеров, 224 орудия разных калибров, подавила 67 артиллерийских и миномётных батарей, сбила зенитной артиллерией 121 самолёт противника. За что Панков был награждён орденом Ленина, а также английским орденом Британской Империи.
В сентябре 1943 года 13-я армия в ходе Черниговско-Полтавской операции стремительно продвинулась до Днепра и первой из всех советских армий форсировала Днепр. 14 сентября 1943 года погиб при вражеском авиационном налёте на участке Оболонье-Спасское Сумская область.
Похоронен на городском кладбище города Кролевец.

## Награды
СССР:
- орден Ленина (07.08.1943)[5]
- орден Красного Знамени (24.01.1943)[6]
- орден Суворова II степени (16.09.1943)[7]
- медаль «XX лет Рабоче-Крестьянской Красной Армии» (1938)[7]

Иностранные награды:
- Командор Ордена Британской Империи (Великобритания 1944)[8]